# シュレッダー (吉井和哉の曲)
『シュレッダー』は、日本のミュージシャン吉井和哉の8枚目のシングルである。2007年8月22日発売。発売元はEMIミュージック・ジャパン。

## 内容
- 2007年3枚目となるシングル。前作から僅か1ヶ月半ぶりでのリリースとなった。初回盤は紙ジャケット仕様。
- 今作は、新たな共同プロデューサーを迎えての制作となった。
- 『ミュージックステーション』でこの曲を披露した。

## 収録曲
作詞・作曲・編曲:吉井和哉
1. シュレッダー (5:38)
2. 上海（エルビス風バージョン） (5:10)
3. シュレッダー（instrumental） (5:38)
4. 上海（instrumental） (5:10)

## 収録アルバム
- Hummingbird in Forest of Space (#1)
- 20 (#1)

## 参加ミュージシャン
- 吉井和哉 - ボーカル、ギター (#1)
- クリス・チェイニー（英語版） - ベース (#1)
- ジョシュ・フリーズ（英語版） - ドラム (#1)
- ジュリアン・コリエル（英語版） - ギター (#2) 、バックグラウンド・ヴォーカル (#2)
- ジャスティン・メルダル・ジョンセン（英語版） - ベース (#2)
- ビクター・インドゥリゾー（英語版） - ドラム (#2)
- ダニー・ローナー（英語版） - プログラミング (#2)